# جاده ۳۷ (ایران)
جاده ۳۷ جاده‌ای در غرب ایران است که تاکستان را به خوزستان متصل می‌کند. قسمتی از این جاده بخشی از بزرگراه اهواز-تهران را تشکیل می‌دهد.